# Гербштедт
Гербштедт (нем. Gerbstedt) — город в Германии, в земле Саксония-Анхальт. 
Входит в состав района Мансфельд. Подчиняется управлению Гербштедт.  Население составляет 7929 человек (на 31 декабря 2010 года). Занимает площадь 21,52 км². Официальный код  —  15 2 60 023.
Город подразделяется на 9 городских районов.